# ファジル・サイ
ファジル・サイ（ファーズル・サイ、トルコ語: Fazıl Say [faːˈzɯl saj], 1970年1月14日 - ）は、トルコ出身のピアニスト兼作曲家。日本では「鬼才! 天才! ファジル・サイ!」のキャッチコピーで知られ、アニメーション映画の劇伴作曲も手掛けた。

## プロフィール
アンカラ生まれ。父は小説家。音楽とは無関係の家庭に育ったが、アンカラ国立音楽学院でピアノと作曲を学ぶ。17歳で奨学金を得て、デュッセルドルフのシューマン音楽院に留学。デイヴィッド・レヴァインに師事した。1992年から1995年までベルリン音楽院で学び、1994年にヤング・コンサート・アーティスツ国際オーディションで優勝し、国際的な演奏活動をスタートした。

## 婚歴と子供
トルコ人チェリストと結婚。女児をもうけるが、離婚。イスタンブールの自宅に戻った際は娘と同居しており、学校への送り迎えを行っている。また、愛娘のバレエの発表会には、ピアノ伴奏を行い、地元の新聞の記事になった。

## 演奏活動
これまで定期的に協演したのは、ニューヨーク・フィルハーモニック、イスラエル・フィルハーモニー管弦楽団、ボルティモア交響楽団、サンクトペテルブルク・フィルハーモニー交響楽団、BBC交響楽団、フランス国立管弦楽団。また、ルツェルン音楽祭、ヴェルビエ音楽祭、モンペリエ音楽祭、ルール・ピアノ音楽祭、ボン・ベートーヴェン音楽祭、ウィーン楽友協会、サントリーホール、カーネギーホール、エイヴリー・フィッシャー・ホール、ベルリン・フィルハーモニー、ウィグモア・ホール、シャンゼリゼ劇場など、世界各地で演奏している。

## 作曲活動
演奏家としてだけでなく、作曲家としても活動している。
16歳で作曲した"Black Hymns"は、ベルリン建都750周年記念行事で演奏され、1991年には「ヴァイオリンとピアノのための協奏曲」をベルリン交響楽団と自ら初演した。1996年には、ボストンでピアノ協奏曲第2番「シルクロード」を初演。2003-2004年のシーズンにこの曲は、様々なオーケストラにより12回も演奏されたが、ピアノの独奏は自ら受け持った。
トルコ文化庁の委嘱によるオラトリオ「ナーズム」は、トルコ人の詩人ナーズム・ヒクメットの詩をベースに作曲され、2001年アンカラで、トルコ大統領アフメト・ネジデト・セゼル臨席のもと初演された。
2002年1月には、ラジオ・フランスとクルト・マズアの委嘱によるピアノ協奏曲第3番がフランス国立管弦楽団により初演された。2003年にはラジオ・フランスのアーティスト・イン・レジデンスに任命された。2003年イスタンブール音楽祭で、オラトリオ「Metin Altiokのためのレクイエム」が5,000人の聴衆を前に初演され、「ナーズム」と同様CD録音された。また、「トルコ行進曲」「パガニーニ・ジャズ」など、クラシックを題材にしたジャズも作曲。2006年にはザルツブルク音楽祭のために「In the Serai」を作曲。

### 映画音楽
2006年から映画音楽の作曲を手掛け始める。初めて作曲を担当した映画は、トルコの実写映画と日本のアニメーション映画『オオカミくんはピアニスト』（岩堀利樹プロデューサー）であった。『オオカミくんはピアニスト』のピアノ曲は、2007年7月10日のコンサート「ブラック・アース」〜サイ・プレイズ・サイ〜（紀尾井ホール）で演奏された。

## 日本でのコンサート
初来日は1996年。NHKの『芸術劇場』で初めて日本のテレビで紹介された。2006年10月6日には、ツアーの合間を縫って、テレビ東京『たけしの誰でもピカソ』に出演。北野武はその鬼才ぶりと類まれな演奏テクニックを絶賛した。
2006年のツアーは、9月30日東京・パルテノン多摩、10月4日神戸・神戸新聞松方ホール、10月5日東京・王子ホール、10月7日東京・紀尾井ホール、10月8日白石・白石ホワイトCUBE、10月9日鹿児島・宝山ホール（鹿児島県文化センター）で行われた。
2007年のコンサートは、7月9、10日に紀尾井ホールで行われた。「シャコンヌ」〜サイ・プレイズ・クラシック〜と銘打たれた初日はクラシック音楽とジャズが、「ブラック・アース」〜サイ・プレイズ・サイ〜と名付けられた最終日はオリジナル曲と即興演奏が中心のプログラム構成であった。
2008年のコンサートは11月から12月にかけて北海道、茨城、東京、滋賀、大阪などで行われた。東京ではジャン・レイサム＝ケーニック指揮、新日本フィルハーモニー交響楽団と日本初演を含むオールコンチェルト・プログラムを組んだ。